# Diócesis de Tiráspol
La diócesis de Tiráspol (en latín: Dioecesis Tiraspolitana, en ruso: Тираспольская епархия y en alemán: Bistum Tiraspol) fue una circunscripción eclesiástica de la Iglesia católica en Rusia. Se trataba de una diócesis latina, sufragánea de la arquidiócesis de Mogilev. Fue suprimida de hecho el 10 de marzo de 1926 y canónicamente el 30 de diciembre de 1993.

## Territorio y organización
La diócesis extendía su jurisdicción sobre los fieles católicos de rito latino residentes en la parte sur del Imperio ruso comprendiendo la óblast de Besarabia; las gobernaciones de Jersón, Yekaterinoslav, Sarátov, Táurida, Astracán; y la gobernación general del Cáucaso, de la cual en 1847 se separó la gobernación de Stavropol. Los territorios corresponden actualmente a la parte centro-sur de Ucrania, la parte sur de la Rusia europea, Moldavia, Georgia, Armenia y Azerbaiyán. La mayoría de los católicos de la diócesis eran alemanes que vivían a lo largo del río Volga (alemanes del Volga).
La sede de la diócesis se encontraba en la ciudad de Sarátov, en donde se hallaba la Catedral de San Clemente, que en 1935 fue transformada en un cine por el gobierno comunista.
A principios de la década de 1920 contaba con 12 decanatos: Saratov, Kamenka, Ekaterinenstadt, Marienthal, Zelman, Berdyansk, Ekaterinoslav, Simferópol, Nikolaev, Odesa, Pyatigorsk y Tiflis.

## Historia
En 1705 el zar Pedro el Grande permitió el paso de misioneros católicos a través de Rusia con destino a Persia y a China, autorizando también el establecimiento de iglesias y escuelas católicas en ciudades rusas. Desde ese momento comenzaron a llegar misioneros jesuitas a Azov y el norte del Cáucaso. Luego del permiso de la emperatriz Catalina II entre 1763-1774 cerca de 32 000 inmigrantes europeos (mayormente alemanes) se establecieron en la región del río Volga (en las actuales óblast de Sarátov, Samara y Volgogrado), entre los cuales había entre 8000 y 10 000 católicos que establecieron 31 aldeas. Otra fuerte inmigración europea se dirigió a Novorossia, el Cáucaso y el Kubán, llevando a unos 50 000 el número de católicos en el sur del Imperio ruso.
El 15 de abril de 1783 fue erigida canónicamente la arquidiócesis de Mogilev con jurisdicción sobre todos los fieles católicos de todo el entonces Imperio ruso.
El 3 de agosto de 1847 se firmó un concordato (o convención según la terminología rusa) entre la Santa Sede y el zar Nicolás I que establecía una arquidiócesis y 6 diócesis sufragáneas en el territorio del Imperio ruso y los límites de todas las diócesis católicas se debían alinear con los límites que las gobernaciones imperiales tenían en ese momento. La única diócesis no existente entonces y que el concordato estipulaba que se debía erigir era la diócesis de Jersón:

7. Nova Diocesis Chersonensis, quao constat Provincia Bessarabiae, Guberniis Chersonesi, Ekaterinoslaw, Tauridis, Saratoviae et Astracani, et regionibus positis in generali Gubernio Caucasi.

El 3 de julio de 1848, mediante la bula Universalis Ecclesiae del papa Pío IX, la Santa Sede instrumentó el concordato fijando los nuevos límites de las diócesis y erigiendo la diócesis de Jersón (Diocesis Chersonensis) con el territorio tomado de la arquidiócesis de Mogilev que estipulaba el concordato y Besarabia separada de la diócesis de Kamianets. Los obispos de Jersón también tenían la tarea pastoral sobre los fieles de la Iglesia católica armenia presentes en la diócesis. Además, dada la vastedad de la diócesis, la bula dispuso que tuviera dos obispos auxiliares, uno radicado en Sarátov (el centro de los alemanes del Volga) y el otro a disposición del obispo diocesano para ser enviado a donde lo requiera, principalmente a Georgia (los negociadores rusos del concordato no habían aceptado un obispo auxiliar con residencia permanente en Tiflis).
En arzobispo de Mogilev Ignacy Hołowiński fue designado delegado apostólico para ejecutar la bula Universalis Ecclesiae, lo que hizo el 8 de noviembre de 1850. Poco después consagró en Jersón la catedral dedicada a los santos Nicolás y Pío V. Como el obispo ortodoxo de Jersón se opuso a la presencia del obispado latino en la misma ciudad que la diócesis ortodoxa, el zar solicitó que la sede fuera trasladada de Jersón a Tiráspol, una pequeña población fundada en 1792 a 225 km al oeste de Jersón. El 26 de agosto de 1852, mediante el decreto Memor sollicitudinis, la sede fue trasladada de Jersón a Tiráspol, y la diócesis asumió el nombre de diócesis de Tiráspol. Se planeó construir una catedral y una residencia episcopal en Tiráspol con ayuda del gobierno ruso, pero estos planes se vieron frustrados por la guerra de Crimea (1853-1856), a cuyo final Rusia cedió un pequeño sector de Besarabia.
El obispo permaneció desde la inauguración de la diócesis en San Petersburgo hasta que el 3 de marzo de 1856 se le concedió residir en Sarátov, aunque no se permitió cambiar el nombre de la diócesis para evitar problemas con el obispo ortodoxo de la ciudad. El 10 de octubre de 1856 el obispo Ferdinand Helanus Kahn llegó a Sarátov.
En Sarátov también estaban el seminario menor y el seminario mayor, los únicos en todo el Imperio ruso. El seminario fue establecido en 1857 por el obispo Kahn, pero fue solo con su sucesor von Zottman que llegó a ser plenamente operativo, gracias a la llegada de profesores de teología de Alemania.
Sobre la base de los acuerdos entre la Santa Sede y el Imperio ruso en 1904, la Santa Sede erigió en 1909 la administración apostólica armenia del Cáucaso poniendo a su frente a Sarghis Der-Abrahamian basado en Tiflis, pero sujeto al obispo de Tiráspol.

### Aniquilamiento de la diócesis
Luego de la Revolución de Febrero y de la Revolución de Octubre, el Imperio ruso fue remplazado por el gobierno bolchevique el 8 de noviembre de 1917. Antes de que los bolcheviques entraran en Sarátov el obispo Kessler abandonó la ciudad el 14 de agosto de 1918 y se trasladó a pie hasta Odesa. Cuando el nuevo gobierno ocupó Sarátov la residencia episcopal y el seminario fueron requisadas, y encontraron un mensaje del obispo en el que declaraba que el gobierno bolchevique era el gobierno del Anticristo y advertía a la gente que cualquiera que colaborara con este gobierno sería excomulgado de la Iglesia. Kessler fue incluido en la lista de personas buscadas de toda Rusia, por lo que huyó secretamente a Besarabia, territorio perteneciente a la diócesis de Tiráspol que en diciembre de 1917 fue invadido por Rumania, donde sirvió durante algún tiempo como sacerdote en el pueblo de Krasna. El 2 de agosto de 1921, mediante el decreto Quum nonnullae, la diócesis de Tiráspol cedió a la diócesis de Iași los territorios de Besarabia (entre los ríos Prut y el Dniéster) que después de la Primera Guerra Mundial habían sido incluidos en el Reino de Rumania. Tras perder el último territorio de su diócesis, Kessler viajó en 1922 a Estados Unidos y el 23 de enero de 1930 renunció y la diócesis quedó definitivamente vacante. 
El vicario K. Klimashevsky, que permaneció en Sarátov, fue deportado a Polonia después de varios arrestos en 1921. 
La persecución de la religión que comenzó bajo el régimen comunista destruyó las estructuras de la Iglesia católica en la Unión Soviética (creada formalmente el 30 de diciembre de 1922) y el 10 de marzo de 1926 el papa Pío XI firmó dos documentos para el sacerdote Michel d'Herbigny: el motu proprio Plenitudine potestatis (que lo nombraba delegado apostólico) y el decreto Quo aptius, que expresaba:

Confirmamos y nombramos al reverendísimo sacerdote Michel d'Herbigny, obispo titular de Illion, como delegado apostólico en Rusia, es decir, en todo el territorio de la URSS, concediéndole la autoridad de abolir, confirmar, ampliar o limitar —incluso en materia territorial— la jurisdicción de los actuales administradores apostólicos o vicarios generales; crear nuevas administraciones y nombrar nuevos administradores elegidos por él en el Señor, así como elevarlos al rango de obispo y realizar ordenaciones, concediéndoles las facultades necesarias, desde su punto de vista.

Michel d'Herbigny fue consagrado obispo titular y viajó a la Unión Soviética. El 10 de mayo de 1926 consagró obispo titular de Limyra al decano de Sebastopol, Aleksandr Ivanovič Frison, y lo nombró administrador apostólico con sede en Odesa y subordinado al administrador apostólico Pie Eugène Neveu con sede en Moscú, quien quedó a cargo de toda la Iglesia católica en la Unión Soviética. Cuando Frison retornó a Crimea fue arrestado y el 23 de mayo de 1926 decidió dividir la diócesis de Tiráspol en 4 sectores:
- Administración apostólica de Odesa, con sede en Odesa, a cargo de Aleksandr Frison;
- Administración apostólica del Cáucaso, con sede en Piatigorsk, confiada a Johann Roth;
- Administración apostólica de Tiflis y Georgia, con sede en Tiflis, confiada a Stefan Demurov;
- Administración apostólica del Volga, con sede en Sarátov, confiada a Augustin Baumtrog;
- Administración apostólica de los armenios de toda Rusia, con sede en Tiflis, confiada a Karapet Dirlughan. El cuidado pastoral de la eparquía de Artvin también fue confiado a este último administrador apostólico.[12]

La política de Pío XI de confiar secretamente las comunidades católicas de la diócesis a administradores apostólicos no tuvo éxito y todas las administraciones apostólicas pronto cayeron debido a la represión del régimen comunista soviético. La diócesis de Tiráspol continuó existiendo solo nominalmente. Entre 1917 y 1937 casi todas las iglesias católicas de la diócesis fueron cerradas, la mayoría fueron destruidas y las que sobrevivieron fueron convertidas en almacenes y clubes. En 1935 fue cerrada la Catedral de San Clemente y transformada en un cine. 
Cientos de clérigos fueron víctimas de la represión. Karapet Dirlughan fue arrestado en 1929 y murió en prisión. Su sucesor James Bagratian fue arrestado en 1930 y murió en prisión en 1936. El administrador apostólico con sede en Sarátov, presbítero Augustin Baumtrog fue arrestado el 20 de abril de 1930 y condenado a 10 años de prisión. Falleció en la prisión de las islas Solovetski en marzo de 1937. El administrador apostólico con sede en Tiflis, presbítero Stefan Demurov, fue ejecutado en la noche del 23 al 24 de febrero de 1938. El obispo Frison, con sede en Odesa, fue ejecutado el 2 de agosto de 1937 en la prisión de Simferópol y el administrador apostólico con sede en Piatigorsk, presbítero Johann Roth, murió el 17 de enero de 1938. En 1939 fueron cerradas las últimas iglesias de la diócesis de Tiráspol y oficialmente cesada la actividad de la Iglesia católica en ella.
A finales de la década de 1980 se reactivaron varias comunidades católicas de alemanes del Volga. Con el fin del régimen soviético y el nacimiento de repúblicas independientes en 1991, la diócesis de Tiráspol fue efectivamente suprimida, aunque no existe un acto formal único al respecto. El 16 de enero de 1991 el papa Juan Pablo II restableció la diócesis de Kamianets-Podilski. Las fronteras de la diócesis se ampliaron hacia el sur y el este, para incluir todos los territorios ucranianos de la diócesis de Tiráspol.
La administración apostólica de Moscú de los latinos (hoy arquidiócesis de la Madre de Dios en Moscú) fue erigida el 13 de abril de 1991 mediante la bula Providi quae Decessores del papa Juan Pablo II separando territorio de la arquidiócesis de Mogilev, pero al asignarle todo el territorio de la Rusia europea fue incluido sin nombrarlo en la bula parte de la diócesis de Tiráspol.
El 13 de julio de 1991 el papa Juan Pablo II erigió el ordinariato para los armenios de Europa Oriental, incluyendo Rusia, Ucrania, Georgia y Armenia.
El Anuario Pontificio continuó listando a la diócesis de Tiráspol hasta 1991 como sufragánea de Mogilev, ya que el 13 de abril de 1991 no fue incluida entre las sufragáneas de la nueva arquidiócesis de Minsk-Maguilov y desde 1992 fue listada como inmediatamente sujeta a la Santa Sede. 
El 28 de octubre de 1993, con el decreto Quo aptius de la Congregación para los Obispos, fue erigida la administración apostólica de Moldavia (hoy diócesis de Chisináu) incluyendo los territorios al este del río Dniéster pertenecientes a Moldavia en donde se encuentra la ciudad de Tiráspol, separados así de la diócesis de Tiráspol.
El 30 de diciembre de 1993, mediante el decreto Quo aptius de la Congregación para los Obispos, fue erigida la administración apostólica del Cáucaso separando el territorio de Georgia, Armenia y Azerbaiyán de la diócesis de Tiráspol. Este es el último documento de la Santa Sede que menciona expresamente a la diócesis de Tiráspol y el último territorio que quedaba de la misma. Sin embargo el Anuario Pontificio la continuó listando hasta 2002 como una anomalía o error que se corrigió al año siguiente luego de que el 11 de febrero de 2002 fue erigida la diócesis de San Clemente en Sarátov y la entrada "Tiráspol" fue dirigida a esta diócesis.

## Estadísticas
Al inaugurarse la diócesis en Sarátov en 1856 tenía 4 decanatos: Jersón, Sarátov, Cáucaso y Transcaucasia. La diócesis contaba con 57 parroquias, 31 capillas filiales de rito latino, 33 parroquias de rito armenio, una de rito caldeo, 63 sacerdotes de rito latino, 43 de rito armenio y uno de rito caldeo, y unos 120 000 fieles de rito latino.
En 1890 se registraron 222 652 católicos de rito latino y 23 504 de rito armenio, repartidos en un área de 805 344 km², con 114 parroquias y 140 sacerdotes.
En 1911 se registraron 359 823 católicos de rito latino y 37 088 de rito armenio, con un total de 181 parroquias y 233 sacerdotes de ambos ritos. 
En 1914 la diócesis de Tiráspol contaba con 11 decanatos, 100 parroquias, 179 sacerdotes y 350 000 fieles de rito latino, así como con 50 parroquias, 75 sacerdotes y 40 000 fieles de rito armenio. 
En 1917 la diócesis contaba con 11 decanatos, 137 parroquias, 58 capillas filiales y 391 508 fieles de rito latino. La parroquia con mayor número de feligreses era la de la Asunción de la Virgen María, en Odesa, con 14 968 católicos.

## Episcopologio

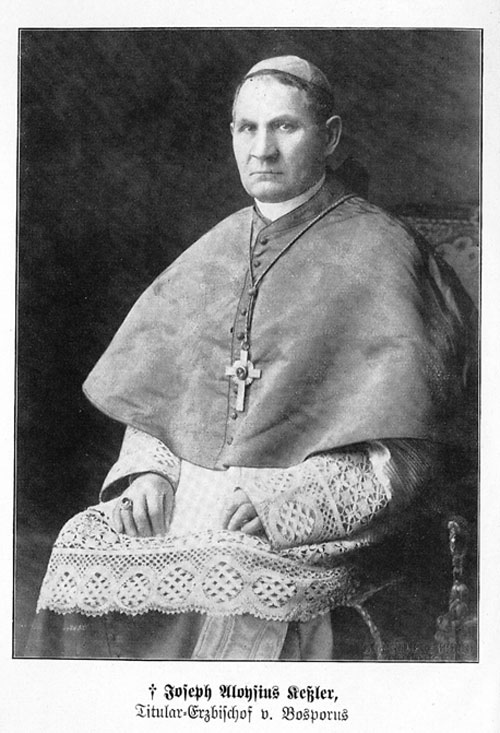
Iosif Aloiz Kessler, último obispo de Tiráspol

- Ferdinand Helanus Kahn, O.P. † (20 de mayo de 1850-18 de octubre de 1864 falleció)
  - Sede vacante (1864-1872)
- Franz Xaver von Zottman † (23 de febrero de 1872'-28 de diciembre de 1889 renunció)
- Anton Johann Zerr † (30 de diciembre de 1889-6 de junio de 1902 renunció)[nota 1])
- Eduard Baron von der Ropp † (9 de junio de 1902-9 de noviembre de 1903 nombrado obispo de Vilna)
- Iosif Aloiz Kessler † (20 de abril de 1904-23 de enero de 1930 renunció[nota 2])
  - Sede vacante (1930-1991)